# トーストマスターズ・インターナショナル
トーストマスターズ・インターナショナル(Toastmasters International)とは、話し方、パブリック・スピーキング(大勢の人前で話すこと)、リーダーシップ・スキルの上達を目的とするアメリカ発祥の国際的な非営利教育団体。世界中にトーストマスターズ・インターナショナルに所属する自主運営のグループ「トーストマスターズクラブ (Toastmasters Club) 」があり、各自が活動を行っている。
発祥は1924年10月22日、アメリカのカリフォルニア州サンタアナにあったYMCAで、そこに勤めていたラルフ・C・スメドリー博士によって最初のトーストマスターズクラブが作られ、やがて世界中に広がったのがきっかけである。YMCAで始まったが、宗教や政治団体との関連は一切ない。
なお、「トーストマスター (toastmaster) 」とは、「乾杯の音頭を取る人」の意。

## 概要
2023年12月現在、日本を含む148カ国で27万人以上のトーストマスターズ会員が、14,200のクラブに所属している。日本には226のクラブが存在する。1クラブの平均人数は10〜30人くらいで、運営は会員から選出されたクラブ役員がボランティアで行う。
クラブへは、18歳以上であれば、年齢（18歳未満の人を除く）、人種、肌の色、信条、性別、国籍または民族、性的指向に関係なく、個人が自分の努力でプログラムに参加できる限り、身体的または精神的な障害があっても原則入会可能。しかし、クラブによっては、たとえば特定の会社の従業員のみ入会することができるクラブ、または特定のコミュニティの住民のみ入会できるクラブ、または特別な興味を共有している人々のみが入会できるクラブなどがある。。一人が複数のクラブに所属することもできる。国籍、人種、性別などによる差別やクラブ内でのハラスメントなどは、トーストマスターズ国際本部によって固く禁じられている。 1924年の最初のトーストマスターズクラブ設立当初は男性のみがトーストマスターズクラブへの入会を認められたが、1973年8月、女性も入会が認められるようになった。
トーストマスターズクラブは地域の公民館などで開催されるほか、会社内のクラブ、大学のクラブなど、さまざまな形態が存在する。また、通常のトーストマスターズよりも高いレベルの活動を行うことを目的とした「上級クラブ」もある。上級クラブはその主旨上、他のトーストマスターズクラブである程度経験を積んだ会員のみ、あるいはその他特定の要件を満たした会員のみが入会できることが多い。またオンラインのクラブも認められており、特定の国に属さずWeb会議システムを通して広く会員が参加するクラブもある。

## 日本のトーストマスターズクラブ
2023年12月現在、日本には226のクラブが存在している。半分以上が英語クラブだが、日本語で例会を行う日本語クラブ、日本語と英語の両方で例会を行うバイリンガルクラブも存在し、日本語・バイリンガルクラブの割合はここ数年特に増加傾向にある。また、半数以上のクラブが関東地方である。ほとんどが地域の公民館などで行われるクラブ（コミュニティクラブ）だが、会社内のクラブもいくつか存在する。
日本最初のトーストマスターズクラブは東京トーストマスターズクラブ（1954年）。
2005年、日本全体が世界における一つの地区（ディストリクト76）として正式に国際本部より認められた。

## 教育プログラムの運用
講師は存在せず、会員同士のフィードバックを教育の柱としている。会員はクラブに所属し、月に1回〜数回行われる定期的な会合(例会)に参加する。例会は教育プログラムに基づいて準備され、各パートおよび例会全体は時間厳守が求められる。各パートではスピーチ（準備スピーチ）、即興スピーチ（テーブルトピックス）、スピーチへのフィードバック（論評）などが行われ、会員は毎回持ち回りで、スピーカーや論評者などの役割を行う。会では多くの場合、参加者全員による投票が行われ、最優秀スピーカー、即興スピーカー、論評者などの賞が授与される。
また、論評は「論評者が受けたポジティブな効果」「スピーチを次回もっと良くする改善点」など建設的な意見を述べることが望ましいとされており、トーストマスターズのプログラムの特徴のひとつとなっている。

## 教育プログラム
トーストマスターズの教育プログラムは、「コミュニケーション」「リーダーシップ」の2つのトラックに大別できる旧来のプログラム（2020年6月末に移行期間終了）と、日本では2018年5月から導入された「コミュニケーション」「リーダーシップ」の二つの要素を併せ持つ「Pathways（パスウェイズ）」というプログラムがある。

### Pathways(パスウェイズ)
Pathwaysはコミュニケーションとリーダーシップの2つの要素を目的別に11のトラック（パス）に再編成したもの。従来の冊子による教材も準備されているが、全てのプログラムはオンラインでの提供を基本としており、従来にはなかったビデオやインタラクティブなコンテンツが含まれる。ひとつのパスはレベルが1～5まであり、段階的に学習する。どのパスを学習するかは個人の選択だが、いくつか質問に答えると推奨パスを提示する機能もプログラムに準備されている。ひとつのパスの習得期間は個人のペースで決められる（目安として1年～2年）。
<11のパス>
1. ダイナミックなリーダーシップ
2. 効果的なコーチング
3. 革新的な企画立案
4. リーダーシップ開発
5. 動機づけ戦略
6. 影響力ある説得
7. プレゼンテーション熟達
8. 戦略的な人間関係
9. チームコラボレーション
10. 洞察力に富むコミュニケーション
11. 人を引き付けるユーモア

### コミュニケーション・トラック　(2020年6月末に移行期間終了)
コミュニケーション・トラックでは、スピーチのマニュアルが用いられる。最初のマニュアル(コンピテント・コミュニケーション・マニュアル)は、スピーチの構成、言葉遣い、ジェスチャー、声の抑揚など、人前での話し方の基本について書かれており、会員はそれに基づいて、自分で考えた題材でスピーチを行う。10個あるスピーチ・プロジェクト全てを終了すると、コンピテント・コミュニケーター (Competent Communicator, CC) と呼ばれる称号がトーストマスターズ国際本部より授与される。昇格試験はない。
その後は、テクニカル・プレゼンテーション、ユーモラス・スピーチなど、より専門的なマニュアル(上級マニュアル)を進めていく。全てのスピーチは、論評を口頭および書面で他の会員より必ず受けるものとされる。上級マニュアルを用いてスピーチを10本進めるごとに、アドヴァンスト・コミュニケーター (Advanced Communicator, AC) という称号が3段階授与される。
上記のマニュアルのほか、数々のプレゼンテーションやワークショップのマニュアルも存在する。

### リーダーシップ・トラック（2020年6月末に移行期間終了）
リーダーシップ・トラックでは、会員はコンピテント・リーダーシップ・マニュアルというマニュアルに基づき、例会やイベントで各種の役割をこなすことで、コンピテント・リーダー (Competent Leader, CL) という称号がトーストマスターズ国際本部から授与される。役割には、スピーチの論評や例会全体の司会などのほか、イベントなどで委員長としてチームをまとめる経験も含まれる。
また、クラブや地区などの役員をしたり、新規にクラブを設立するなどの活動によって、さらに上級の称号をもらうことができる。これらの役員・役割は、すべてボランティアで行うものとされる。

## コンテスト
トーストマスターズでは春に、会員によるコンテストが行われる。主な目的は、出場者に話術を鍛錬する機会を提供することや、会員間の切磋琢磨を促すことである。コンテストは、英語と日本語の両方で行われる。
コンテストは勝ち残り方式で、クラブ内のコンテスト優勝者が代表として地域の予選に進み、最後は全国大会で優勝者を決める。英語のスピーチコンテストはこのあと、世界でのコンテストもあり、日本も2005年より全国大会の優勝者を毎年代表として送り出している。世界大会での優勝者は、”World Champion of Public Speaking”と呼ばれる。
コンテストは審査員によって、構成、スピーチの効果、ボディーランゲージ、声、言葉遣いなどの審査基準に基づいて採点され、順位が決まる。また、所定の時間を超過した場合はどんなに点が高くても失格となる。

## 全国大会・世界大会
トーストマスターズでは春に、日本地区（ディストリクト76）の大会（全国大会、District Conference）が開かれる。大会ではコンテストが行われるほか、各クラブの会長・副会長およびディストリクト76役員が集まる運営会議、次年度の役員選出などが行われる。
トーストマスターズ世界大会は例年8月に行われる。2008年8月のカルガリー大会は77回目であった。2019年はアメリカのデンバーで開催され、　2020年はパリで開催が予定されている。

## トーストマスターズの活動が紹介された書籍・メディア[12]

### 書籍
- トム・ピーターズのサラリーマン大逆襲作戦(1) ブランド人になれ！（トム・ピーターズ）
- ビジネスマンの父より息子への30通の手紙（キングスレイ・ウォード）
- 「潜在能力」であらゆる問題が解決できる―あなたの才能を目覚めさせる「ナチュラル・ブリリアンス・モデル」4ステップ （ポール・R・シーリィ）
- ブライアン・トレーシーの話し方入門 ー人生を劇的に変える言葉の魔力（ブライアン・トレーシー）)
- プレゼンテーションzen（ガー・レイノルズ）
- スピーチ世界チャンプの魅惑のプレゼン術（ジェレミー・ドノバン、ライアン・エイヴァリー）

### 新聞記事
- 日本経済新聞（1999年6月23日 「あすへの話題」 キッコーマン社長（当時）・茂木友三郎）
- ザ・デイリー読売（2006年5月25日、2005年5月27日、2003年5月26日）
- 週刊ST（2007年8月10日号 「目指すのは優勝よりも人生とスピーチの一致」）

### 雑誌記事
- 東洋経済オンライン（2018年1月2日 ニューヨーク流｢自分をガチで変える｣革新術 最新エクササイズからスピーチスキルまで）
- 東洋経済オンライン（2015年2月10日「コミュニケーションエリート」になるには？米国のトーストマスターズで学ぶこと）日経ビジネスAssocié（2010年3月16日 「やり直し『英語』勉強術 - ビジネスパーソンにお薦めの勉強会」）
- AERA（2004年4月1日 「トーストマスターズクラブって何だ？」）
- 日経ビジネスAssocié（2003年5月8日 「クラブに所属し、英語のスピーチ術習得」）

## トーストマスターズに所属している（していた）著名人[13]
- 茂木友三郎（キッコーマン㈱　取締名誉会長）
- 大𣘺祐介（GrowthMaster International,Inc CEO）
- トム・ピーターズ（『エクセレント・カンパニー』著者）
- ナポレオン・ヒル（『思考は現実化する』著者）
- ポール・R・シーリィ（『あなたもいままでの10倍速く本が読める』著者、「フォトリーディング・ホールマインド・システム」開発者）
- トニー・ラズロ（ジャーナリスト。日本のトーストマスターズクラブに所属していた）
- リンダ・リングル（アメリカ・ハワイ州知事）
- ピート・クアーズ（クアーズ・ビール社創立者）
- デビー・フィールズ（ミセスフィールズ・クッキーズ社創立者）